# سسک زرد کوهستانی
سسک زرد کوهستانی یا سسک‌مگس‌گیر کوهستانی (نام علمی: Iduna similis)، گونه‌ای از سسک‌های خانوادهٔ سسکان نیزار است. در گذشته، اینها در پیراتبار " سسکان جهان قدیم " قرار می‌گرفتند.
در بوروندی، کنگو، کنیا، مالاوی، رواندا، سودان جنوبی، تانزانیا، اوگاندا و زامبیا یافت می‌شود. زیستگاه طبیعی آن جنگل‌های کوهستانی نمناک نیمه‌گرمسیری یا گرمسیری و بوته‌زارهای نمناک نیمه‌گرمسیری یا گرمسیری است.